# Clas Odhner
För akademiledamoten med samma namn, se Claes Theodor Odhner.
Clas Emil Odhner, född 11 november 1864 i Mariestad, Skaraborgs län, död 18 juni 1917, var en svensk borgmästare.
Odhner var borgmästare, magistratssekreterare och notarius publicus i Kungälv från 1904 till sin död.